# Acte en main
La notion d'acte en main (AEM), en droit français, désigne une somme d'argent. Un montant « acte en main » est le montant d'acquisition, tous frais inclus, d'une chose et, généralement, d'un bien immobilier. Le terme « acte » fait référence à l'acte de vente, le contrat qui lie le vendeur et l'acquéreur.
Le prix acte en main de cette acquisition, ou immeuble, est composé de sa valeur effective (valeur vénale) et des frais et d'acquisition associés. Les frais inclus dans ce prix final sont les suivants : frais de notaire pour la rédaction de l'acte de vente, frais d'agence éventuels, frais liés aux diagnostics obligatoires, etc.
Pour la rédaction d'une annonce immobilière, le sigle « AEM » est employé pour indiquer que le prix du bien comprend l'intégralité des frais annexes ; plus souvent, dans le cas où seuls les frais d'agence sont inclus, on utilise « FAI ».